# 妙高高原站
妙高高原站（日语：／ Myōkō-kōgen eki */?）是位於日本新潟縣妙高市的鐵路車站，由越後心跳鐵道（朱鷺鐵）及信濃鐵道共同使用，是兩會社的境界站，亦是全新潟縣中最南端的車站。
過往為由東日本旅客鐵道（JR東日本）營運時，為信越本線其中一部份，隨北陸新幹線於2015年3月14日開業，輚交由第三部門鐵道接辦，因本站位於新潟縣，故撥歸朱鷺鐵所管理，現時為有人站。
按現時的列車班次安排，兩社的列車均不會進入對方的路段內行駛，形式了來往新潟縣與長野縣的乘客，均必須在此站轉乘另一公司的列車才可繼續行程。因此實行與泊站相同的轉乘方法：盡量讓兩社的列車停靠在同一月台上，乘客下車後往前走便可轉乘另一公司的列車。大部份轉換等候都可以在10分鐘內完成，但個別班次，等候時間卻可以超過半小時，亦未能完全做到列車同月台轉換的要求。
朱鷺鐵為紀念公司成立六週年，為本站設計了1名虛構站員「火打跳馬」。

## 車站結構

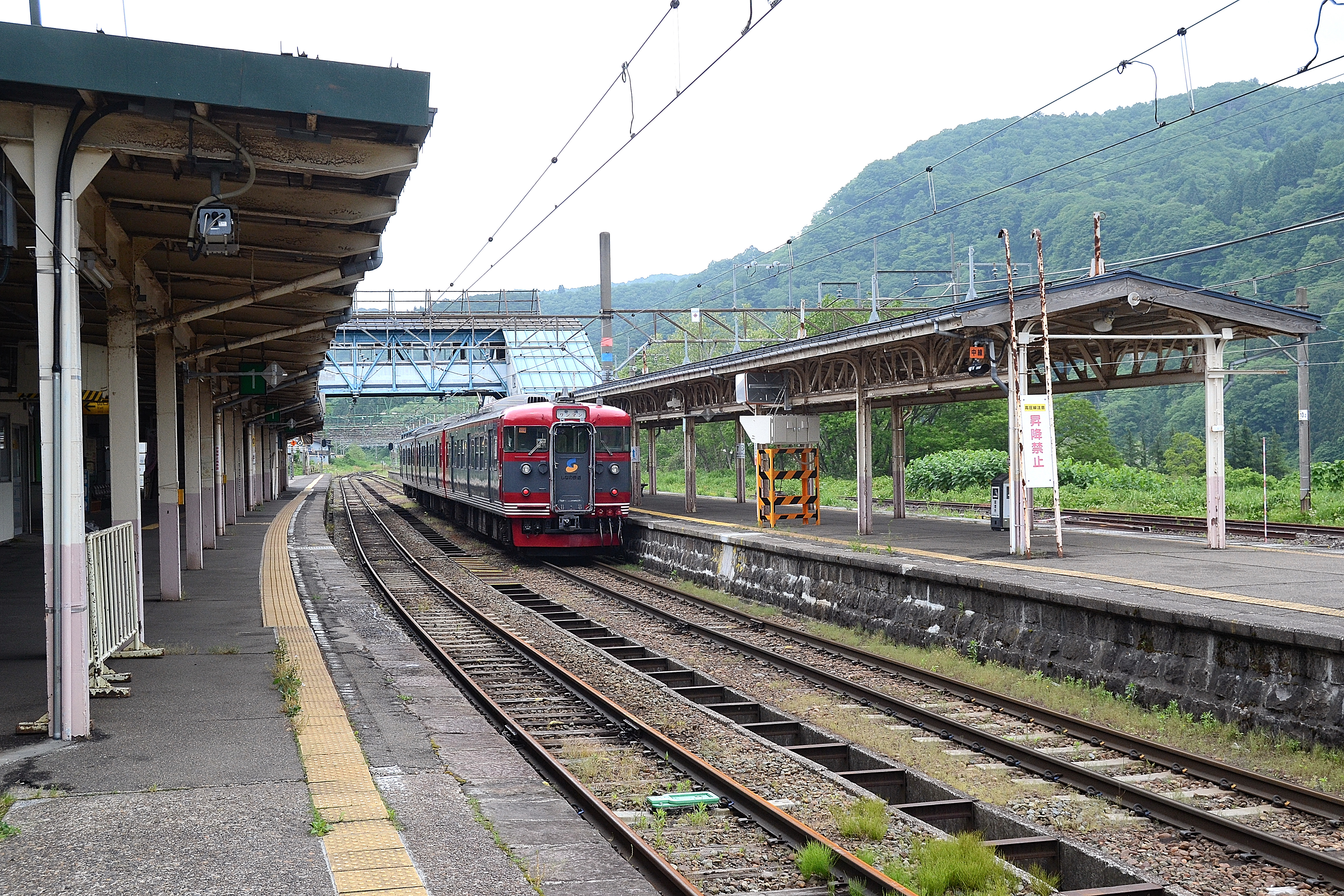
停靠在2號月台上的北信濃線列車。（2015年6月）

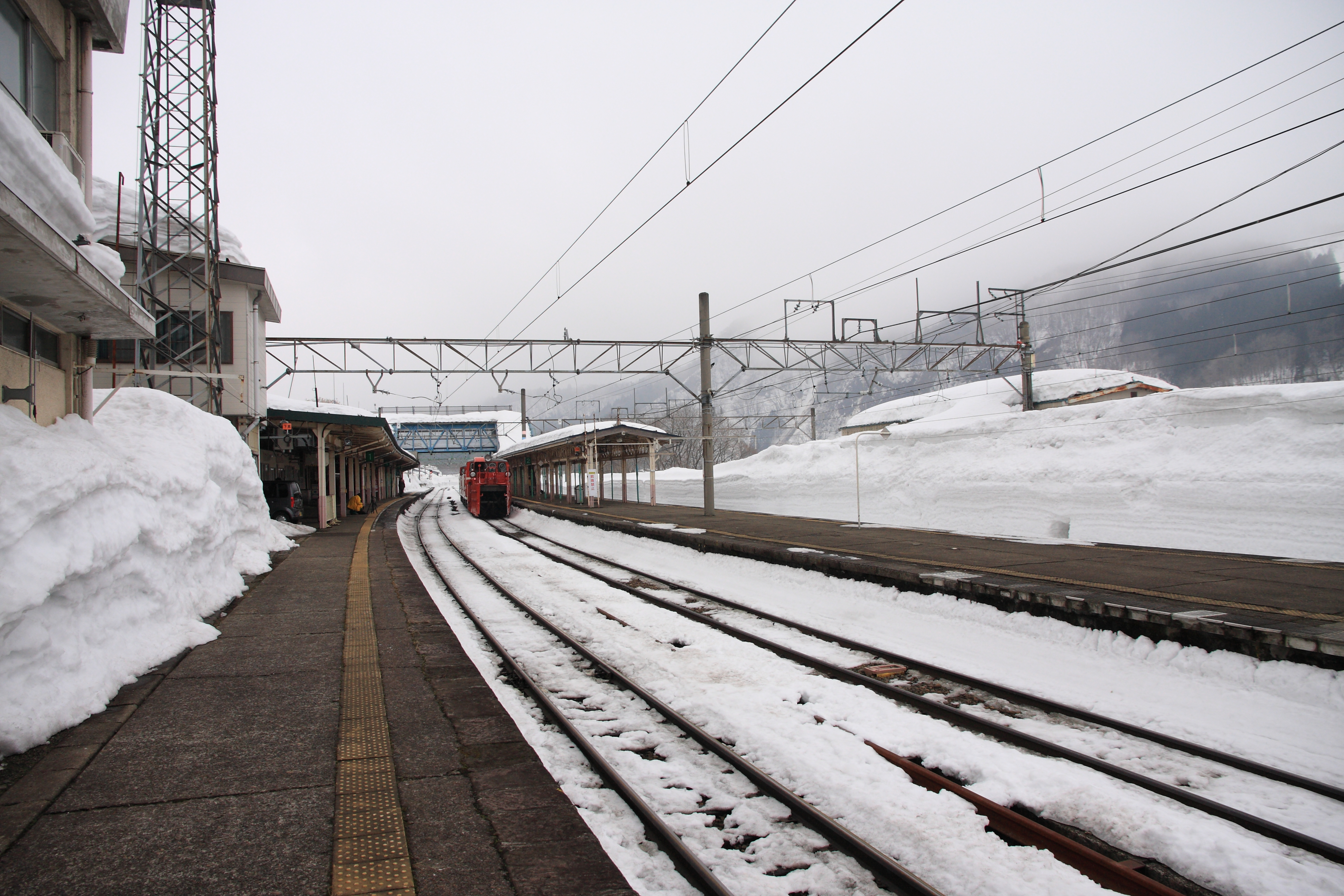
妙高高原站月台，最左起為1號月台。（2012年）

### 月台配置
設有側式月台及島式月台各1個，共提供2面3線的配置。過往曾為冬季臨時特急「Spur 信越」的終點站，因此擁有較長的月台長度，有效長度可達至14輛。
| 月台 | 路線        | 目的地                           | 備註     |
| ---- | ----------- | -------------------------------- | -------- |
| 1    | ■妙高躍馬線 | 新井、上越妙高、高田、直江津方向 | 部分列車 |
| 2    | ■北信濃線   | 豊野、長野方向                   |          |
| 3    | ■妙高躍馬線 | 新井、上越妙高、高田、直江津方向 |          |

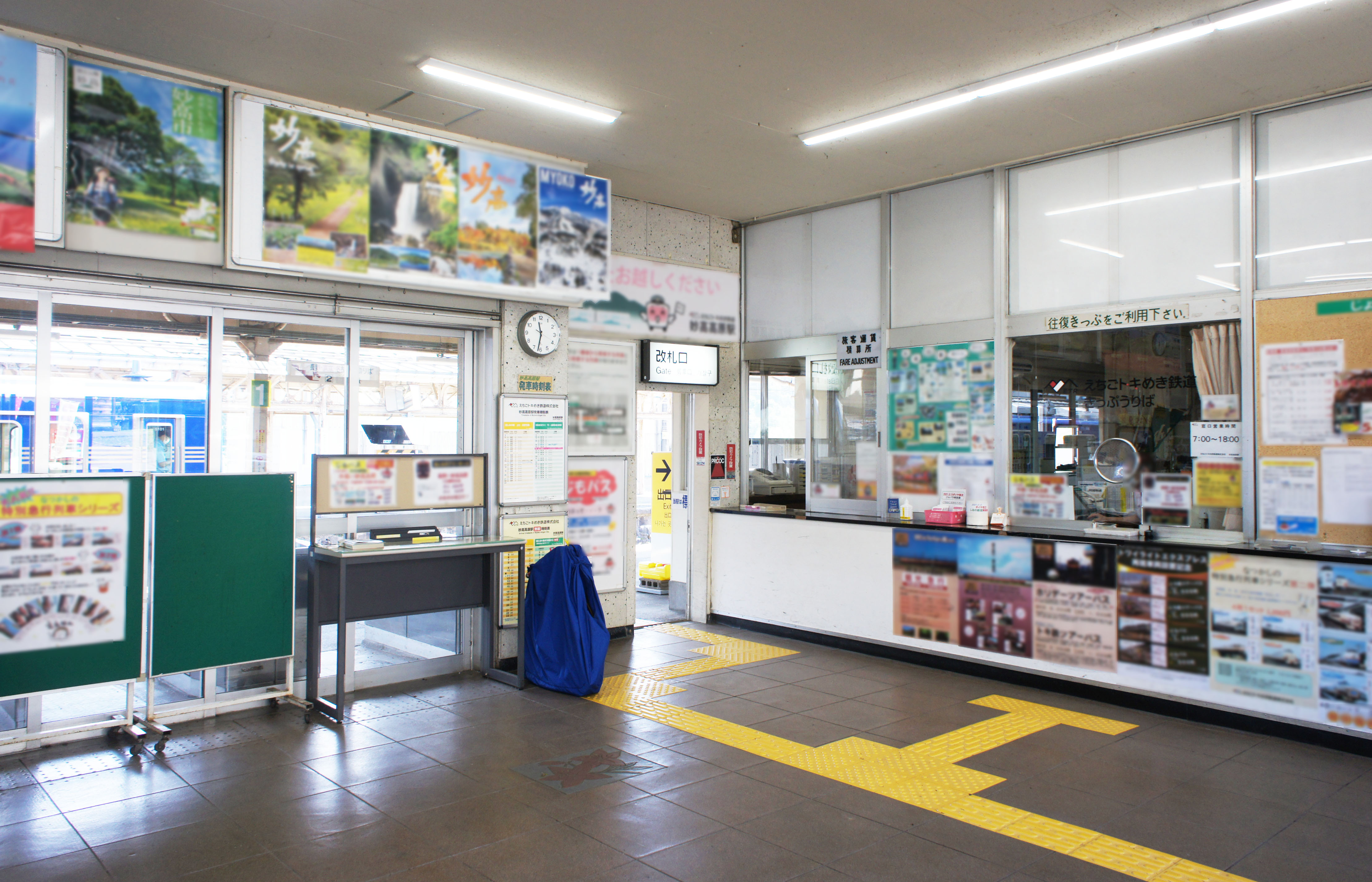
檢票口（2021年8月）
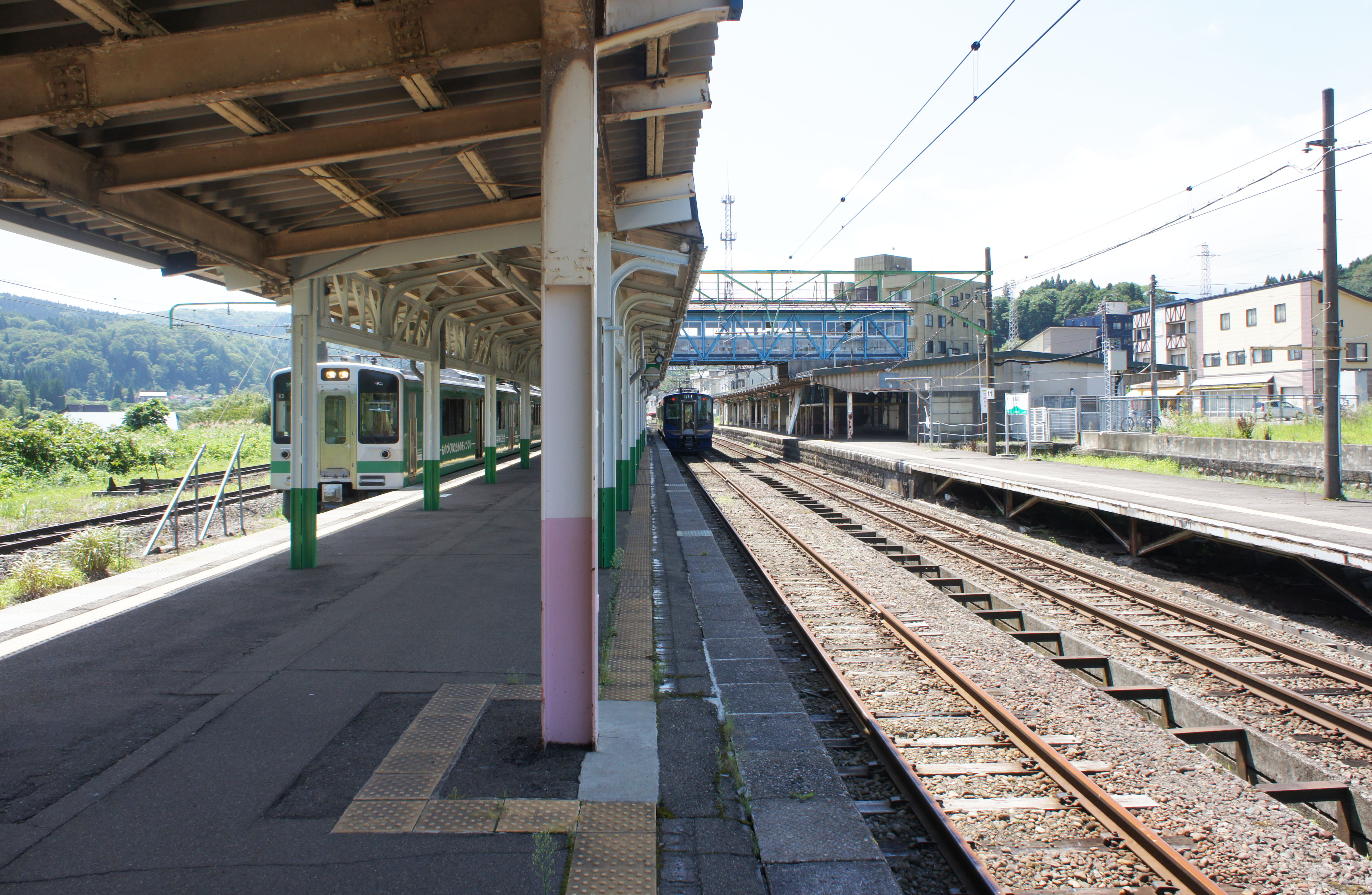
月台（2021年8月）
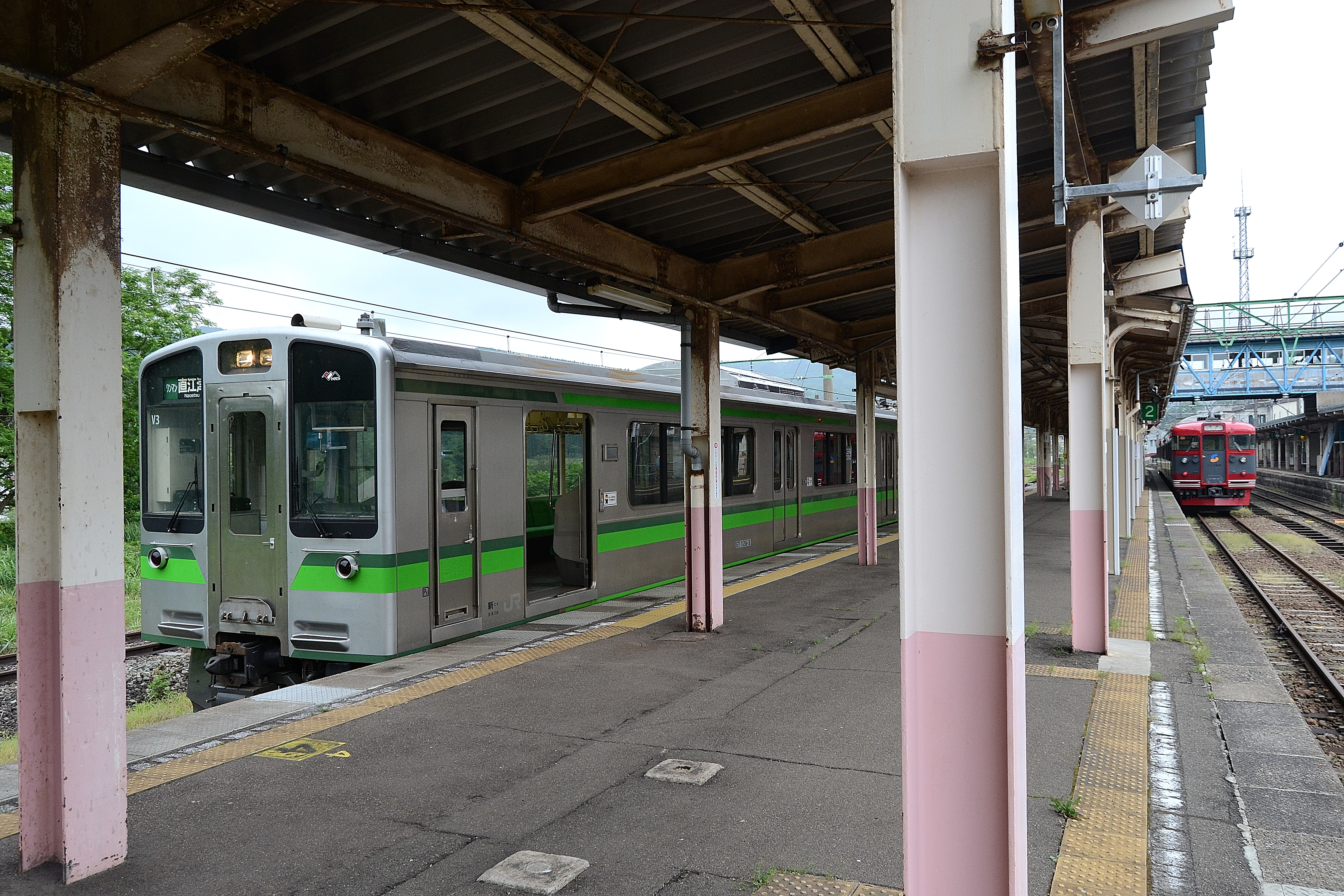
分別停在島式月台兩側的越後心跳鐵道妙高躍馬線列車（左）及信濃鐵道北信濃線列車（右） （2015年6月）

## 歷史
- 1888年5月1日：官設鐵道關山～長野間開業。本站當時稱為「田口站」。
- 1969年10月1日：車站改稱「妙高高原站」。
- 1987年4月1日：國鐵分割民營化，車站的營運由東日本旅客鐵道繼承。
- 2015年3月14日：北陸新幹線開業，車站的營運由越後心跳鐵道繼承，並改以縣內區間車形式運行，原來的綠窗口亦於當日起取消。

## 使用人數
2013年度及以前的數據來自JR東日本，2015年度以後數據來自越後心動鐵道及「妙高市統計情報」。
| 乘車人員推算 | 乘車人員推算    |
| 年度         | 1日平均乘車人數 |
| ------------ | --------------- |
| 2000         | 644             |
| 2001         | 575             |
| 2002         | 537             |
| 2003         | 503             |
| 2004         | 486             |
| 2005         | 481             |
| 2006         | 445             |
| 2007         | 423             |
| 2008         | 435             |
| 2009         | 417             |
| 2010         | 390             |
| 2011         | 358             |
| 2012         | 359             |
| 2013         | 373             |
| 2014         | 非公開          |
| 2015         | 305             |
| 2016         | 273             |
| 2017         | 282             |
| 2018         | 273             |
| 2019         | 277             |
| 2020         | 176             |
| 2021         | 178             |
| 2022         | 208             |
| 2023         | 213             |

## 相鄰車站
越後心跳鐵道
■妙高躍馬線
■觀光特急「雪月花」
（上午班次）二本木 → 妙高高原（原線拆返）→ 直江津
（下午班次）二本木 → 妙高高原（原線拆返）→ 關山
■普通
妙高高原－關山
信濃鐵道
■北信濃線
■特別快速「輕井澤Resort」、■普通
黑姬－妙高高原

## 外部連結
- 越後心跳鐵道 妙高高原站公式網頁。 （页面存档备份，存于）（日語）